# Walworth (Wisconsin)
Walworth es una villa ubicada en el condado de Walworth en el estado estadounidense de Wisconsin. En el Censo de 2010 tenía una población de 2.816 habitantes y una densidad poblacional de 706,93 personas por km².

## Geografía
Walworth se encuentra ubicada en las coordenadas 42°31′52″N 88°35′48″O / 42.53111, -88.59667. Según la Oficina del Censo de los Estados Unidos, Walworth tiene una superficie total de 3.98 km², de la cual 3.98 km² corresponden a tierra firme y (0%) 0 km² es agua.

## Demografía
Según el censo de 2010, había 2.816 personas residiendo en Walworth. La densidad de población era de 706,93 hab./km². De los 2.816 habitantes, Walworth estaba compuesto por el 87.5% blancos, el 0.75% eran afroamericanos, el 0.11% eran amerindios, el 0.78% eran asiáticos, el 0.18% eran isleños del Pacífico, el 9.48% eran de otras razas y el 1.21% pertenecían a dos o más razas. Del total de la población el 17.83% eran hispanos o latinos de cualquier raza.